# Гетероструктура

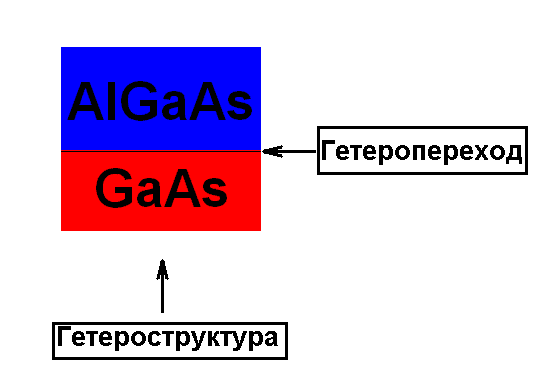
Гетероструктура

Гетерострукту́ра — выращенная на подложке структура, состоящая из слоёв различных материалов (полупроводников, диэлектриков), которые различаются шириной запрещённой зоны и/или сродством к электрону.
Между двумя разными материалами формируется гетеропереход, в котором возможна повышенная концентрация носителей, и отсюда — формирование вырожденного двумерного электронного газа. В отличие от гомоструктур, гетероструктура обладает большой свободой выбора в конструировании нужных профилей зоны проводимости и валентной зоны. Гетероструктуры дают возможность управления фундаментальными параметрами в  кристаллах и приборах: шириной запрещенной зоны, эффективными массами носителей и их подвижностями, показателем преломления, электронным энергетическим спектром и т. д.
Для выращивания гетероструктур используют много различных методов, среди которых можно выделить два основных:
- Молекулярно-лучевая эпитаксия,
- Осаждение из газообразной фазы (MOCVD).

Первый метод позволяет выращивать гетероструктуры с высокой точностью (до атомного монослоя). Второй же не имеет высокой точности, но по сравнению с первым методом обладает более высокой производительностью.
За развитие полупроводниковых гетероструктур для высокоскоростной оптоэлектроники Жорес Алфёров (Россия) и Герберт Крёмер (США) были удостоены Нобелевской премии в 2000 году.
В рамках программы развития нанотехнологий в России ведётся активное развитие производств, связанных с гетероструктурами, а именно производство солнечных батарей и светодиодов.

## История
Впервые на возможность использования свойств контакта двух различных полупроводников для повышения эффективности инжекции в биполярных транзисторах указывал Шокли в 1948 году.
В 1957 году  Герберт Кремер в своей работе предположил, что гетеропереходы могут иметь более высокую эффективность инжекции по сравнению с гомопереходами.
Качественная модель формирования энергетической диаграммы гетероперехода была развита Р. Л. Андерсоном в 1960 году, им также был исследован первый эпитаксиальный монокристаллический гетеропереход Ge-GaAs с совпадающими постоянными кристаллической решетки.

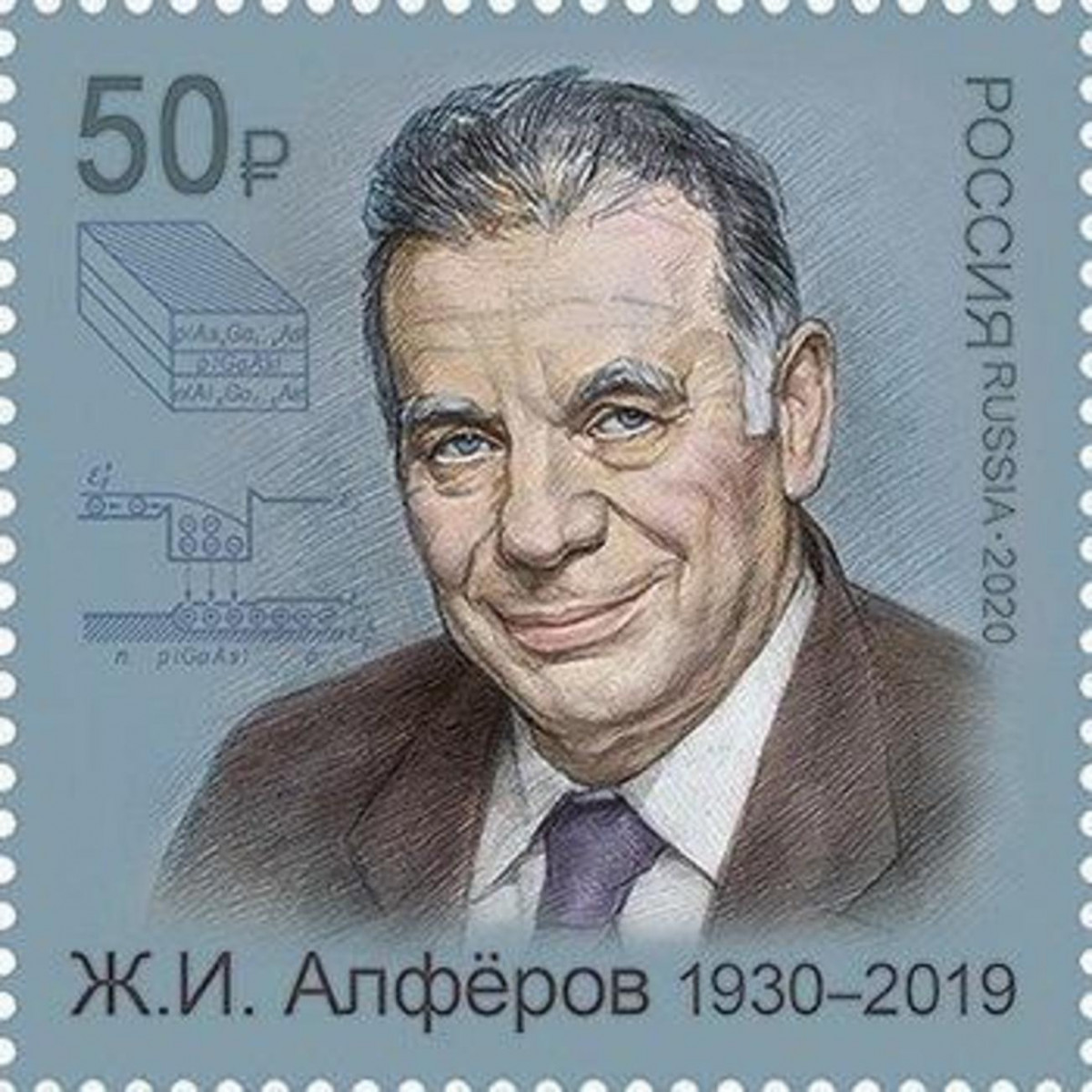
Почтовая марка России 2020 года из серии «Лауреаты Нобелевской премии» с портретом Ж. И. Алфёрова и изображением полупроводникового гетеролазера

Несколькими годами позже независимо Ж. И. Алферовым  и Г. Кремером была сформулирована концепция лазеров на основе двойных гетероструктур (ДГС).
Алферов отмечал возможность достижения высокой плотности инжектированных носителей и инверсной заселенности для получения вынужденного излучения в данных структурах. Он показал, что плотность инжектированных носителей может на несколько порядков превосходить плотность носителей в широкозонном эмиттере (эффект ”суперинжекции”), а  благодаря потенциальным барьерам на границе полупроводников рекомбинация в эмиттере равна нулю.
Наиболее перспективной для получения гетероструктур была система AlAs-GaAs, так как соединения AlAs и GaAs имеют близкие значения постоянных решеток, а GaAs в свою очередь обладает  многими необходимыми свойствами, такими как малые эффективные массы носителей, высокая подвижность электронов,  большая ширина запрещенной зоны, эффективная излучательная рекомбинация и резкий край оптического поглощения вследствие прямозонной структуры.
Разработка модификации метода жидкофазной эпитаксии (ЖФЭ), пригодной для роста гетероструктур, привела к созданию первой решеточно-согласованной AlGaAs-гетероструктуры. Были созданы большинство наиболее важных приборов, в которых используются основные преимущества гетероструктур:
- низкопороговые ДГС лазеры при комнатной температуре,
- высокоэффективные светодиоды на одиночной и двойной гетероструктуре[7],
- солнечные элементы на гетероструктурах[8],
- биполярные транзисторы на гетероструктурах[9],
- тиристорные p−n−p−n-переключатели на гетероструктурах.

Работы Ж. И. Алферова и Г. Кремера  в области исследования гетеропереходов были отмечены присуждением им Нобелевской премии по физике в 2000 году.
В настоящее время гетеропереходы находят широкое применение при создании высокочастотных транзисторов и оптоэлектронных приборов. На базе гетероструктур создаются быстродействующие опто- и микроэлектронные устройства: лазерные диоды для систем передачи информации в оптоволоконных сетях; гетероструктурные светодиоды и биполярные транзисторы; малошумящие транзисторы с высокой подвижностью электронов (ВПЭТ), применяющиеся в высокочастотных устройствах, в том числе в системах спутникового телевидения; солнечные элементы с гетероструктурами, широко использующиеся для космических и земных программ.